# Николо Дзоальи
Николо Дзоальи (итал. Nicolò Zoagli; 1340, Генуя — 1408, Генуя) — дож Генуэзской республики.

## Биография
Дзоальи (или «Дзоальо») родился в Генуе около 1340 года, его семья происходила из Ривьера-ди-Леванте. Он получил ученую степень доктора права и начал политическую карьеру на различных должностях: мэра Албенги, Чиавари и даже Савоны, а также мэра колонии Каффа в Крыму.
В этих землях он приобрел необходимые связи с Византией, турками, госпитальерами и даже такими известными людьми, как император Мануил II Палеолог и король Венгрии Сигизмунд Люксембург. С ростом недовольства у себя дома он был отозван в 1392 году в Геную. Здесь он принял участие в запутанных событиях, которые привели к последовательной смене дожей между 1393 и 1394 годами.

## Правление
Возможно, рвение, проявленное на государственной службе, привело к тому, что Совет старейшин избран Дзоальи дожем 24 мая 1394 года, после побега предыдущего дожа Антонио Монтальдо в связи с конфликтом с местным нобилитетом, в особенности, с родом Адорно.
Новые интриги и беспорядки, в которых участвовали Антонио Гуарко, Пьетро Кампофрегозо (1330—1404) и генуэзский архиепископ кардинал Джакомо III Фиески, привели к спонтанной отставке Дзоальи 17 августа того же года. Его сменил Антонио Гуарко.
Дзоальи умер в Генуе около 1408 года и был похоронен в церкви Сан-Доменико.